# György Udvardy
György Udvardy (n. 14 mai 1960, Balassagyarmat, Nógrád, Ungaria) este un arhiepiscop romano-catolic maghiar.